# Sat.1
Sat.1 es un canal de televisión privado de Alemania, que emite en abierto a nivel nacional. Pertenece al grupo ProSiebenSat.1 Media, que también gestiona los canales ProSieben, Kabel eins y Sixx.
El canal comenzó sus emisiones el 1 de enero de 1984 como PKS, a través de la televisión por satélite. Cuando se estrenó, se convirtió en la primera televisión privada que emitió en el mercado alemán.
Existen versiones de Sat.1 para Austria y Suiza, que cuentan con programas propios.

## Historia
El distribuidor cinematográfico Leo Kirch, que durante varios años había suministrado con sus contenidos a las televisiones públicas de Alemania, estaba interesado en lanzar un canal de televisión privado a través del satélite. En 1983 creó junto a otros accionistas la empresa PKS, siglas de Programmgesellschaft für Kabel- und Satellitenrundfunk (en español, "Sociedad de Programa para Radiodifusión en Cable y Satélite"), con sede en Berlín.
Las emisiones del nuevo canal comenzaron el 1 de enero de 1984, a través de televisión por cable y satélite. El estreno solo pudo verse en los hogares con cable de Ludwigshafen am Rhein, en Renania-Palatinado, aunque cuando la tecnología se expandió por los hogares alemanes, la cobertura aumentó. Para atraer a un mayor número de espectadores, PKS cambió en 1985 su nombre por Sat.1, y adoptó como distintivo un balón de vivos colores. Además potenció su programación, con compras como los derechos de la Bundesliga. El canal se consolidó como una televisión generalista, especializada en producción propia, concursos, ficción y entretenimiento..
En septiembre del 2000, Sat.1 se fusionó con ProSieben para formar el grupo mediático ProSiebenSat.1 Media, que permitió tematizar sus canales. Sat.1 se consolidó como una televisión generalista que competiría directamente con RTL Television, su rival por el liderazgo en el mercado privado. En 2008, la empresa trasladó su sede social de Berlín a Unterföhring, una ciudad a las afueras de Múnich (Baviera). Desde el 31 de enero de 2010, Sat.1 cuenta con un canal en alta definición.

## Programación
La programación de Sat.1 es generalista. La mayoría de los contenidos que emiten son producción propia, como los telefilms, concursos y programas de entretenimiento. También se emiten series y películas norteamericanas.
Sat.1 cuenta con sus propios servicios informativos. El telediario estrella del canal es Sat.1 Nachrichten, que se emite a las 20:00 horas y dura 15 minutos. En 1988, Sat.1 tuvo por primera y única vez, una cuota de mercado superior a RTL. 

## Identidad Visual

1985-1986
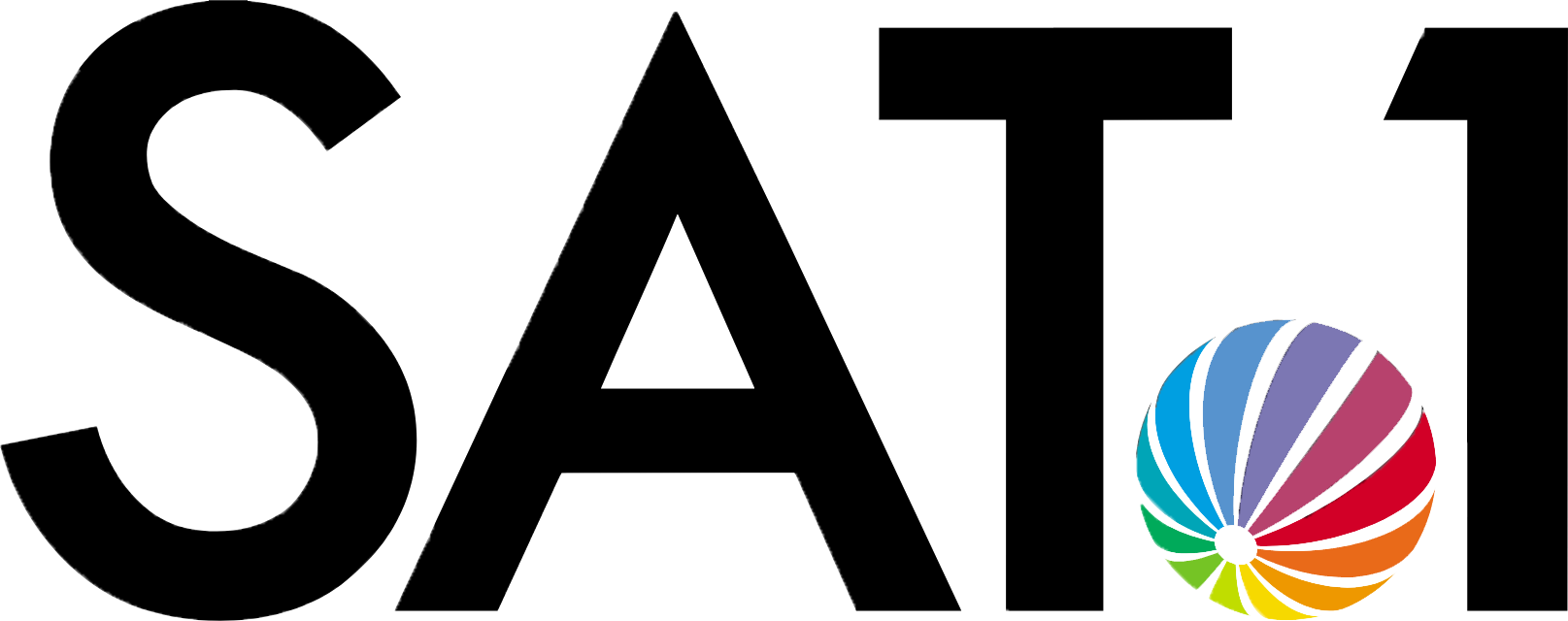
1986-1996
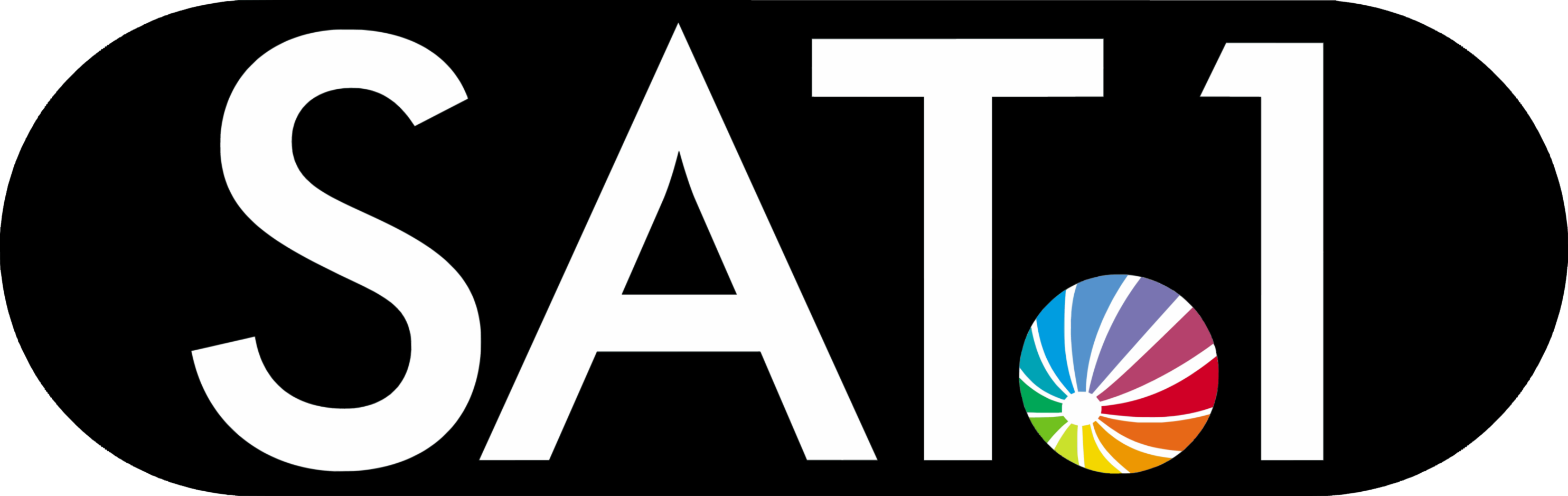
1996-2001
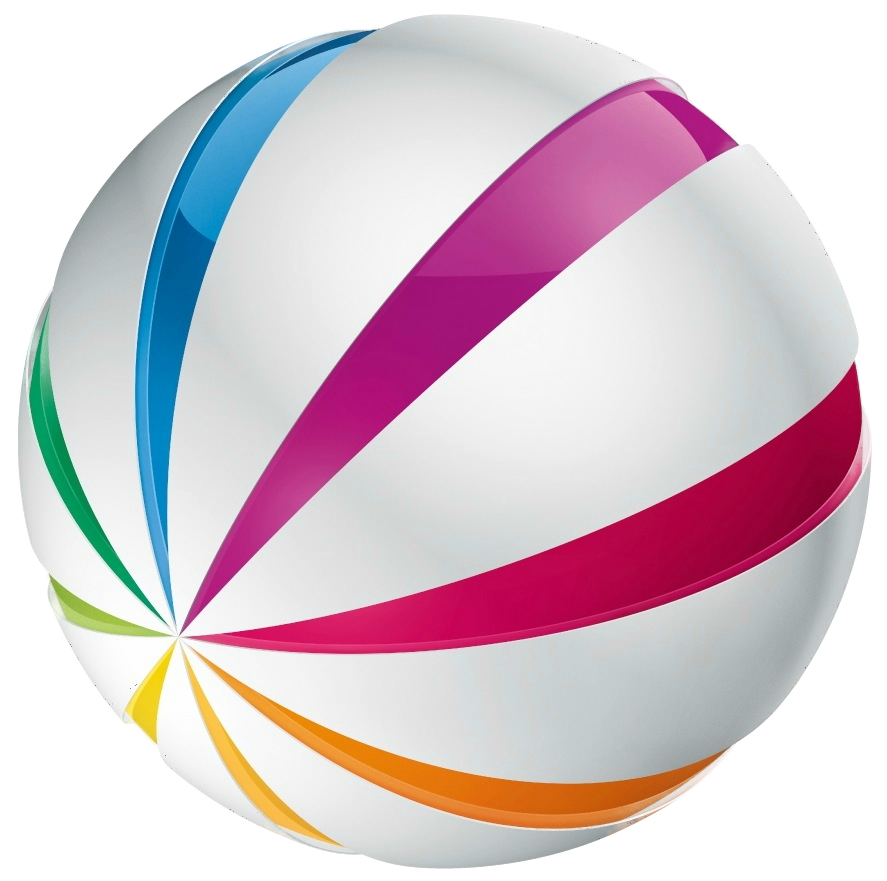
2011-2016
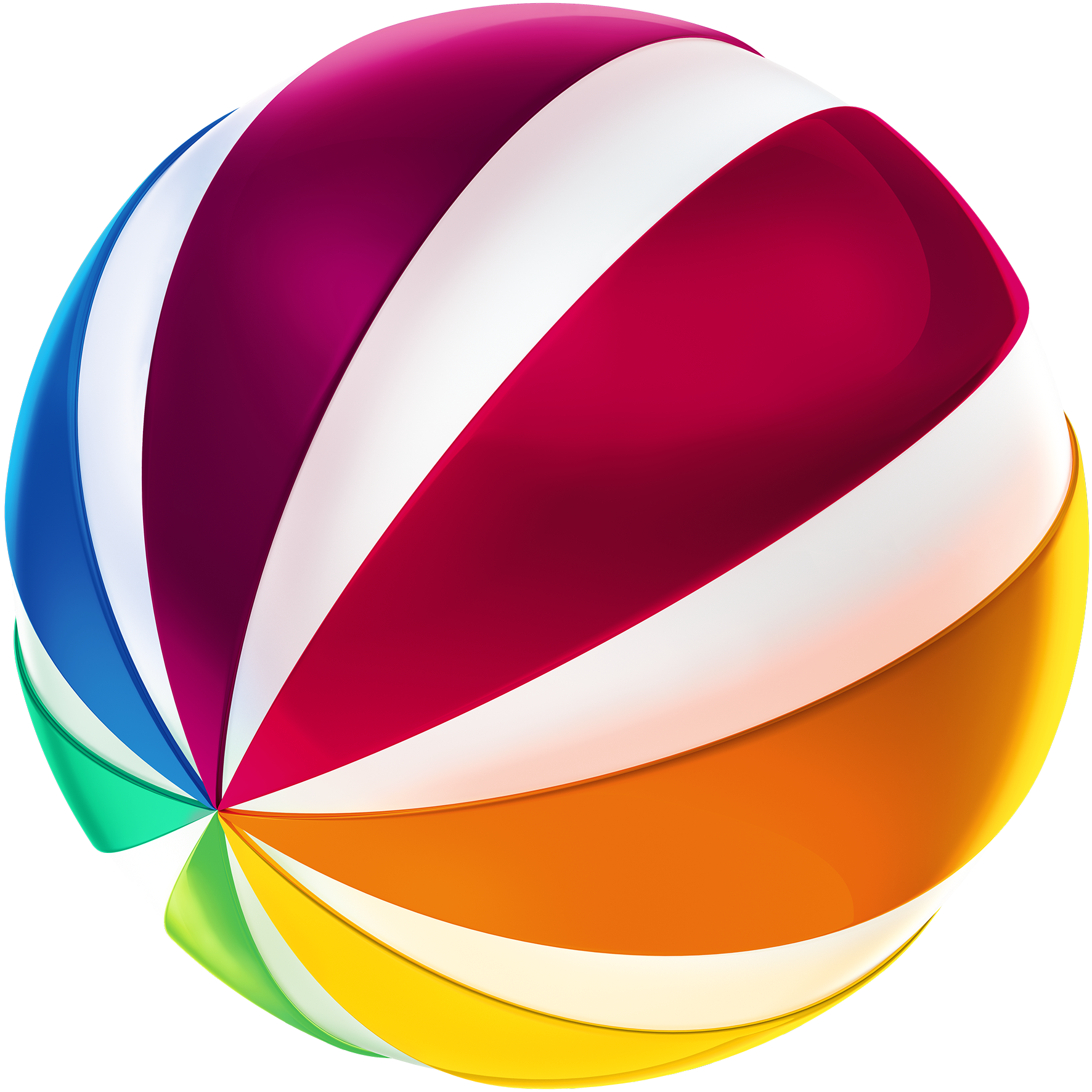
Desde 2016

## Organización
Gerentes
- De 1988 a 1993 : Werner E. Klatten
- De 1993 a 1995 : Knut Föckler (Director de programas y de marketing)
- Del 1 de mayo de 1995 al 1 de noviembre de 2000 : Fred Kogel
- Del 1 de noviembre del 2000 al 4 de diciembre de 2003 : Martin Hoffmann
- Del 4 de diciembre de 2003 al 31 de diciembre de 2006 : Roger Schawinski
- Del 1 de enero de 2007 al 31 de diciembre de 2007 : Matthias Alberti
- Del 1 de enero de 2008 al 31 de diciembre de 2008 : Torsten Rossmann y Matthias Alberti
- Del 1 de enero de 2009 al 31 de diciembre de 2010 : Torsten Rossmann y Guido Bolten
- Del 1 de enero de 2010 al 3 de octubre de 2011 : Andreas Bartl
- Desde el 4 de octubre de 2011, el gerente de Sat.1 es Joachim Kosack.

## Audiencias
En la siguiente tabla se muestran los datos de cuota de mercado del canal segmentados por meses desde el año 2000.
|      | Enero | Febrero | Marzo | Abril | Mayo  | Junio | Julio | Agosto | Septiembre | Octubre | Noviembre | Diciembre | Total Anual |
| ---- | ----- | ------- | ----- | ----- | ----- | ----- | ----- | ------ | ---------- | ------- | --------- | --------- | ----------- |
| 2000 | 9.5%  | 10.2%   | 10.3% | 11.2% | 10.2% | 9.1%  | 9.5%  | 10.2%  | 10.3%      | 10.8%   | 10.8%     | 10.2%     | 10.2%       |
| 2001 | 10.7% | 10.2%   | 10.4% | 10.7% | 10.5% | 10.0% | 9.6%  | 9.9%   | 9.3%       | 9.6%    | 10.3%     | 9.6%      | 10.1%       |
| 2002 | 9.7%  | 9.9%    | 10.5% | 10.3% | 10.0% | 9.1%  | 9.7%  | 9.9%   | 9.9%       | 9.9%    | 10.3%     | 9.1%      | 9.9%        |
| 2003 | 9.6%  | 10.0%   | 9.9%  | 10.3% | 10.1% | 9.5%  | 10.2% | 10.3%  | 10.1%      | 10.8%   | 11.1%     | 9.9%      | 10.2%       |
| 2004 | 10.3% | 10.9%   | 11.2% | 9.8%  | 9.6%  | 9.6%  | 9.9%  | 9.4%   | 10.8%      | 10.6%   | 10.9%     | 10.1%     | 10.3%       |
| 2005 | 10.4% | 10.3%   | 10.6% | 11.1% | 11.2% | 11.3% | 10.5% | 11.0%  | 11.1%      | 11.3%   | 11.6%     | 10.3%     | 10.9%       |
| 2006 | 10.7% | 10.0%   | 10.6% | 10.3% | 10.4% | 8.2%  | 9.6%  | 10.2%  | 9.8%       | 9.3%    | 9.2%      | 9.0%      | 9.8%        |
| 2007 | 9.3%  | 9.7%    | 9.9%  | 9.4%  | 9.5%  | 9.4%  | 9.6%  | 9.7%   | 9.7%       | 9.9%    | 10.0%     | 9.4%      | 9.6%        |
| 2008 | 9.8%  | 10.2%   | 10.3% | 11.5% | 10.8% | 9.2%  | 10.7% | 10.2%  | 10.7%      | 10.5%   | 10.3%     | 9.7%      | 10.3%       |
| 2009 | 9.6%  | 9.9%    | 10.3% | 10.7% | 10.9% | 10.4% | 10.7% | 10.5%  | 11.1%      | 10.9%   | 10.4%     | 9.5%      | 10.4%       |
| 2010 | 9.5%  | 9.9%    | 10.9% | 11.0% | 10.1% | 9.1%  | 10.0% | 10.3%  | 10.6%      | 10.2%   | 10.5%     | 9.6%      | 10.1%       |
| 2011 | 9.6%  | 9.9%    | 10.0% | 10.4% | 10.3% | 10.0% | 9.9%  | 10.8%  | 10.8%      | 9.9%    | 10.6%     | 9.7%      | 10.1%       |
| 2012 | 9.4%  | 10.1%   | 10.1% | 10.5% | 10.5% | 8.9%  | 9.1%  | 9.1%   | 9.4%       | 9.1%    | 9.0%      | 8.0%      | 9.4%        |
| 2013 | 8.2%  | 7.8%    | 8.3%  | 8.8%  | 8.3%  | 8.0%  | 8.1%  | 8.3%   | 8.6%       | 8.4%    | 8.3%      | 7.8%      | 8.2%        |
| 2014 | 7.8%  | 7.8%    | 8.6%  | 8.1%  | 8.1%  | 7.2%  | 7.7%  | 8.7%   | 8.6%       | 8.5%    | 8.3%      | 8.0%      | 8.1%        |
| 2015 | 7.6%  | 7.9%    | 8.3%  | 7.9%  | 7.7%  | 8.0%  | 8.2%  | 8.4%   | 8.1%       | 8.2%    | 7.9%      | 7.1%      | 7.9%        |
| 2016 | 7.0%  | 7.5%    | 7.4%  | 7.4%  | 7.4%  | 6.6%  | 7.1%  | 7.0%   | 7.8%       | 7.4%    | 7.5%      | 7.1%      | 7.3%        |
| 2017 | 6.6%  | 7.1%    | 7.0%  | 6.8%  | 6.8%  | 6.6%  | 6.4%  | 6.8%   | 6.4%       |         |           |           |             |